# D機関情報
『D機関情報』（ディーきかんじょうほう）は、西村京太郎が1966年に発表した長編スパイ小説である。
本作は第20回日本推理作家協会賞にノミネートされた作品で、作者の代表作の一つであるとともに、作者が自選ベスト1に選出した作品である。
1988年、『アナザー・ウェイ ―D機関情報―』の題名で東宝東和創立60周年記念作品として映画化された。

## 概要と解説
本作は、処女作『四つの終止符』（1964年）、江戸川乱歩賞を受賞した次作『天使の傷痕』（1965年）に次ぐ作者3番目の作品である。
第二次世界大戦中のスイスを舞台にソビエト、中国、ドイツのスパイが暗躍し、誰が敵で誰が味方なのか分からない中、日本の敗色濃厚の情勢を前にして、軍人としての任務を全うすべきか、それとも壊滅寸前の日本を救うために軍律に背いて和平への道を探るべきか決断を迫られる主人公の葛藤と、さらに和平交渉のタイムリミットに迫られる中、これを妨害する組織との死を賭けた駆け引きの緊迫感を描いた作者の異色作である。

## あらすじ
1944年3月、海軍中佐・関谷直人は、軍令部総長から、中立国スイスで理化学機械や火薬の製造に不可欠な水銀の購入の密命を受ける。3月21日、関谷は水銀購入のため約百キログラムの金塊が詰まったトランクを携え、伊206潜水艦でドイツに向かう。しかし、5月21日にドイツの軍港キールに着いた関谷を待ち構えていたのは、海軍兵学校以来の親友でドイツ駐在武官の矢部が事故死したという知らせだった。休暇で訪れたスイスで溺死したのだという。任地のドイツが激しい空襲にさらされている中、人一倍責任感の強い矢部が休暇を楽しみにスイスに行くなどとは信じられない関谷は疑問に思う。
翌朝、スイスに向かった関谷だが、空襲に遭い車が炎上する。そこに通りかかったハンクと名乗るドイツ情報局員の車に乗せてもらい、国境の町シャフハウゼンに着く。そこで自称フランス人の赤毛の男とナンシイというアメリカ人を同乗させるが、ハンクは車の故障を装い「赤毛の男はロパーヒンと呼ばれるソビエトの諜報機関員である」と関谷に教える。その後4人を乗せた車はアメリカ空軍による誤爆を受け、関谷は意識を失ってしまう。
関谷は病院で意識を取り戻すが、トランクはどこにもなく3人の外国人の姿も見えない。シャフハウゼン警察で関谷はナンシイが入院している病院を教えてもらうが、関谷が駆け付けた時には彼女は虫の息で、「D」という言葉を言い残して死んだ。関谷はひとまずベルンにあるスイス公使館に入り、公使と今井書記官に顛末を報告すると、今井が矢部の手帖に「D」の文字を見かけたと言う。
関谷は手掛かりを求めて矢部が宿泊していたローザンヌに行き、そこで矢部が親しくしていたという新聞記者の笠井がチューリッヒにいること、矢部の死が事故死だと主張したのも笠井であると聞く。関谷はチューリッヒのオネガーホテルで笠井に会うが、笠井は頑なに矢部の死は事故死で「D」も知らないと言う。関谷が怒りと失望を紛らわせるためにホテルのバーで酒を飲んでいると、そこで日本語で話しかけてきたカール・エレンと知り合う。彼女はドイツ人だが横浜生まれのユダヤ人で、もしかすると関谷の力になれるかも知れないと言う。関谷が部屋に戻ると、そこにはハンクがいた。彼はロパーヒンもこのホテルにいると言い、さらに「女に注意せよ」との手紙を渡す。
翌朝、新聞の間に挟まれたメモ「今夜9時、チューリッヒ湖畔『シュトランド・バード』に来られたし ― D」を読んだ関谷は、罠かも知れないが行くより仕方ないと考え、時間通りシュトランド・バードで待ち合わせたところ、何者かに狙撃される。左腕を撃たれた関谷は、たまたま通りかかった老婦人と一緒にその場を逃れ、彼の怪我に気付いた彼女に無理やり手当てのために自宅に連れていかれる。関谷は窓の外にハンクを見かけ、彼が老婦人の家のブザーを鳴らしたため緊張するが、老婦人はハンクが2階を借りているアメリカ人女性の客だと言う。
翌朝、ホテルのボーイが湖で死んだと皆が騒いでいる中、笠井が関谷に話しかけてきた。ボーイは矢部と同じように殺されたように思う、自分も死んだらベッドの下に隠してある矢部の手帖を探すように、それは矢部の遺書であると。その日の夕方、関谷がもう一度笠井に会いに行くと、笠井は誰かが毒を入れたウイスキーを飲んで瀕死となり、死の間際、警察には自分の死は自殺だと言うようにと言い残す。そして、関谷は警察が来る前にベッドの下の矢部の手帖を手に入れる。そこには、連合国軍と日本との圧倒的な戦力差を示すデータと日本に不利な戦局、そして破滅の道を進む祖国を救うには和平の道よりほかにはなく、祖国の裏切り者との汚名を覚悟の上で「D」と呼ばれているアメリカの情報機関と接触して彼らの和平条件を聞き出し、それが受諾可能であるなら軍令部に和平を進言するつもりであることが記されていた。
手帖を読み終えた関谷は、しかし自身も日本の不利な戦局を知りつつも、あくまで戦い抜くのが軍人の本分と心得ているため、頭を和平に切り替えることができずにいた。しかし、連合国軍が圧倒的な兵力でノルマンディーに上陸しドイツの敗北が必至となり、さらにはサイパンが陥落し日本がドイツと同じ運命を辿ると知るや、ついに関谷は祖国を救うためにD機関との和平交渉を決意する。

## 登場人物
- 関谷 直人（せきや なおと） - 日本帝国海軍中佐。モデルは元日本海軍中佐の藤村義朗。
- 矢部 将之（やべ まさゆき） - 海軍中佐。ドイツ駐在武官。
- 笠井（かさい） - 新聞記者。モデルは元朝日新聞社の笠信太郎。
- 今井（いまい） - スイス日本公使館の書記官
- フォン・フリーデリク・ハンク - ドイツ情報局員。モデルはフリードリヒ・ハック。
- ロパーヒン - 自称フランス人のソビエトの諜報機関員。
- ナンシイ - アメリカ人。「D」と言い残して死ぬ。
- カール・エレン - 横浜生まれのドイツ人。ユダヤ人。
- リタ・ガーネット - アメリカ人。D機関の諜報員。
- 「D」 - D機関の代表者。通称「セイント」。モデルは元CIA長官のアレン・ウェルシュ・ダレス。